# 羅莎莉 (內布拉斯加州)
羅莎莉（英語：Rosalie）是位於美國內布拉斯加州瑟斯頓縣的村。

## 人口
根據2020年美國人口普查的數據，羅莎莉的面積為0.51平方千米，皆為陸地。當地共有人口159人，而人口密度為每平方千米312人。